# Jakob Pfau
Jakob Peter Pfau (* 5. November 1783; † 12. November 1849 in Oberwinterthur) war ein Schweizer Politiker (Konservative).

## Leben
Jakob Pfau entstammte der bedeutenden Ofenbauerdynastie Pfau aus Winterthur. Als Winterthurer Stadtrat und Amtmann war er zuständig für das Armen- und Spitalwesen.
Nachdem die Konservativen im Züriputsch 1839 das kantonale Parlament, den Grossen Rat, widerrechtlich aufgelöst und besetzt hatten, stand im Wahlkreis Oberwinterthur im Herbst 1940 eine Neuwahl für den zurückgetretenen Ulrich Hofmann aus Seen an, bei der Pfau für die Konservativen kandidierte. Die Liberalen bzw. «Straussen» portierten Heinrich Weiss, der im Umsturz als Regierungsrat abgesetzt worden war, und versuchten Pfaus Wahl mit allen Mitteln zu verhindern. Offenbar schreckten sie auch nicht vor Verleumdung zurück; so berichtete die konservative Zürcherische Freitagszeitung, «noch in der Kirche seien über Hrn. Pfau eben so ungegründete als niederträchtige Gerüchte wegen seiner ökonomischen Lage herumgeboten worden, in der Hoffnung, ihm dadurch Stimmen zu entziehen». Nichtsdestotrotz gewann Pfau die Wahl am 29. November mit 260 zu 235 Stimmen. Im Mai 1842 wurde er zusammen mit Jakob Schuppiser und Jakob Ernst in seinem Wahlkreis wiedergewählt. Im Monat darauf wurde er in den Kirchenrat gewählt, wobei er sich erst im zweiten Durchgang mit 94 zu 92 Stimmen gegen den Liberalen Heinrich Hotz durchsetzen konnte.
Auch anlässlich von Pfaus Wiederwahl im Winterthurer Stadtrat 1843 versuchten seine liberalen Gegner seine Wahl zu hintertreiben und positionierten angeblich einen Herrn Wäffler als Gegenkandidaten. Auch hier überstand Pfau die Intrige unbeschadet und wurde bereits im ersten Durchgang «zur Freude aller Unparteiischen und Freunde des Gemeinwohls» gewählt.
Am 21. Mai 1846 trat er aus dem Grossen Rat zurück. Im Jahr der Bundesstaatsgründung 1848 warf ihm ein Winterthurer «Bürgerausschuss» falsche Buchführung vor und verlangte eine neue Rechnung. Pfau blieb als Stadtrat im Amt. Am 12. November 1849 erlitt er auf der Jagd im Lindbergwald bei Oberwinterthur einen Schlaganfall und brach tot zusammen.
Jakob Pfau war mit Magdalena Barbara Ziegler verheiratet. Sein Sohn Matthäus Pfau wurde ebenfalls Kantonsrat und Winterthurer Stadtrat.

## Gedenkstein

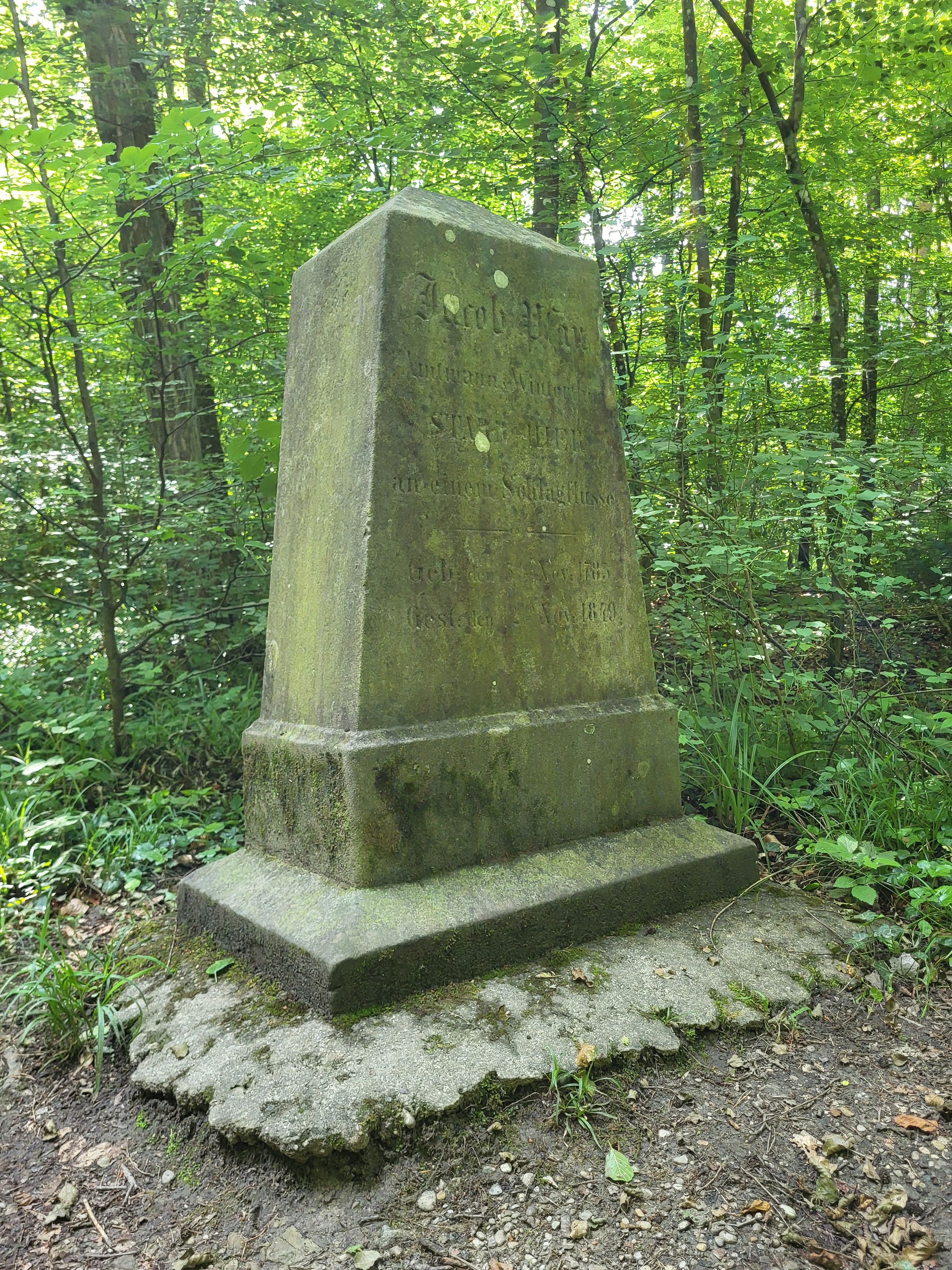
Der Gedenkstein für Jakob Pfau im Lindbergwald

Nach Pfaus Tod bemühte sich sein Sohn Matthäus darum, ihm an der Todesstelle ein Denkmal zu setzen. Am 13. Juli 1851 bewilligte die Holzkorporation Oberwinterthur, die im Besitz des Waldstücks war, sein Gesuch und stellte ihm eine Fläche von 3000 Quadratfuss und einen Fussweg zur Verfügung. Der Gedenkstein durfte vorerst auf 80 Jahre stehen bleiben, danach konnten Nachkommen den Fortbestand beantragen. Die Skulptur ist auf der Rückseite mit einem Relief geschmückt. Auf der Vorderseite ist die inzwischen stark verwitterte Inschrift zu lesen:

«Jacob Pfau
Amtmann v. Winterthur
STARB HIER
an einem Schlagflusse.
Geb: den 5ten Nov. 1783.
Gest: den 12ten Nov. 1849.»

Der Gedenkstein ist das älteste bekannte Denkmal in der Stadt Winterthur.